# Olof-Palme-Platz 3 (Stralsund)

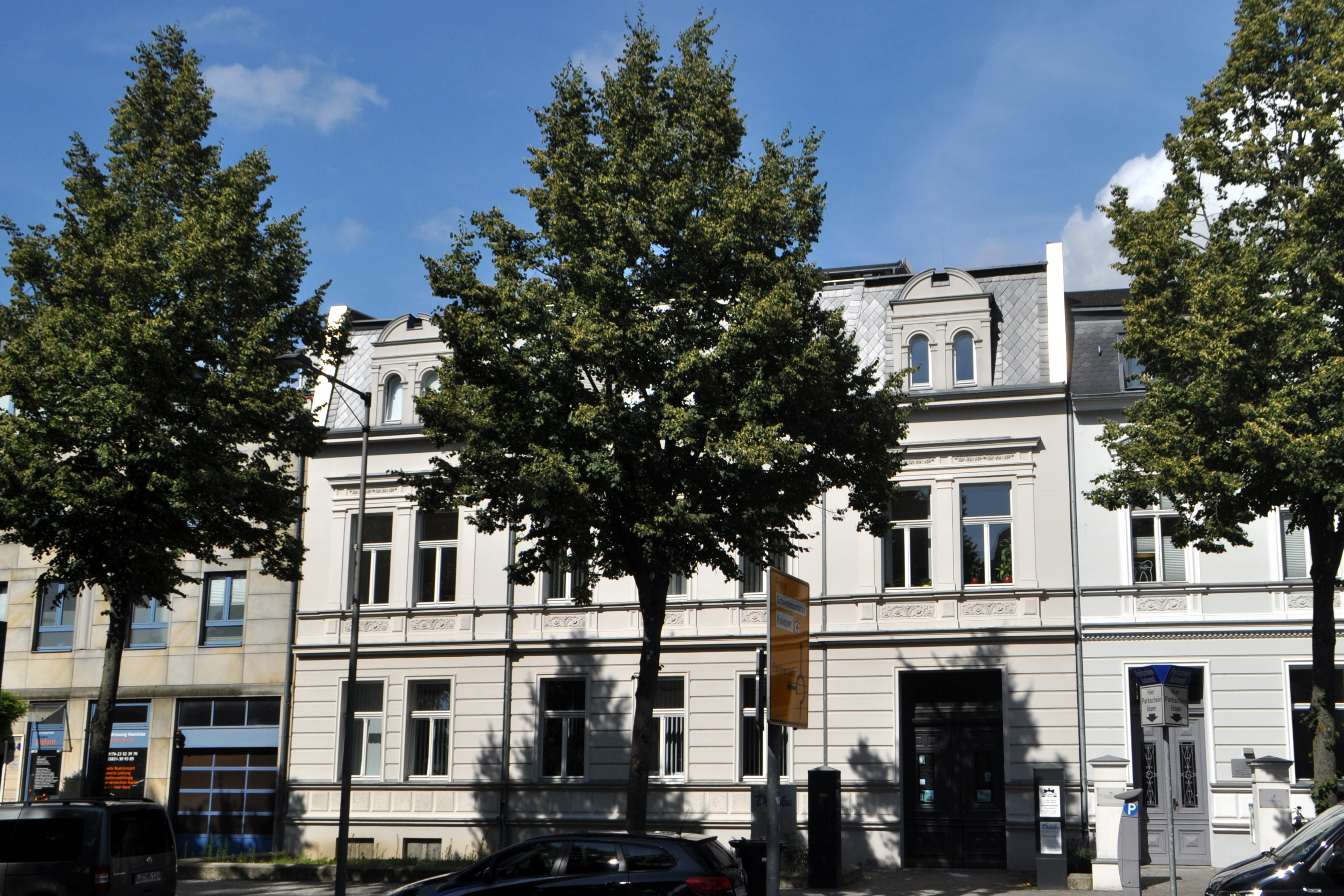
Stralsund, Olof-Palme-Platz 3, (2017)

Das Gebäude mit der postalischen Adresse Olof-Palme-Platz 3 ist ein denkmalgeschütztes Bauwerk am Olof-Palme-Platz in Stralsund.
Der zweigeschossige und siebenachsige Putzbau mit Mansarddach wurde im Jahr 1882 errichtet.
Die jeweils beiden äußeren Fensterachsen sind als flache Vorlage ausgebildet. Zusätzlich weisen sie gemeinsame Fensterverdachungen im Obergeschoss auf und große, zweifenstrige Gauben. Die Fassade weist im Erdgeschoss Putzrustika auf. horizontales, breites Gesimsband mit geschmückten Brüstungsfeldern trennt die Geschosse optisch.
Das Haus liegt im Kerngebiet des von der UNESCO als Weltkulturerbe anerkannten Stadtgebietes des Kulturgutes „Historische Altstädte Stralsund und Wismar“. In die Liste der Baudenkmale in Stralsund ist es mit der Nummer 613 eingetragen.
Das Gebäude gehörte bis zur Umbenennung dieses Abschnitts zur Sarnowstraße.